# Rullskridskor

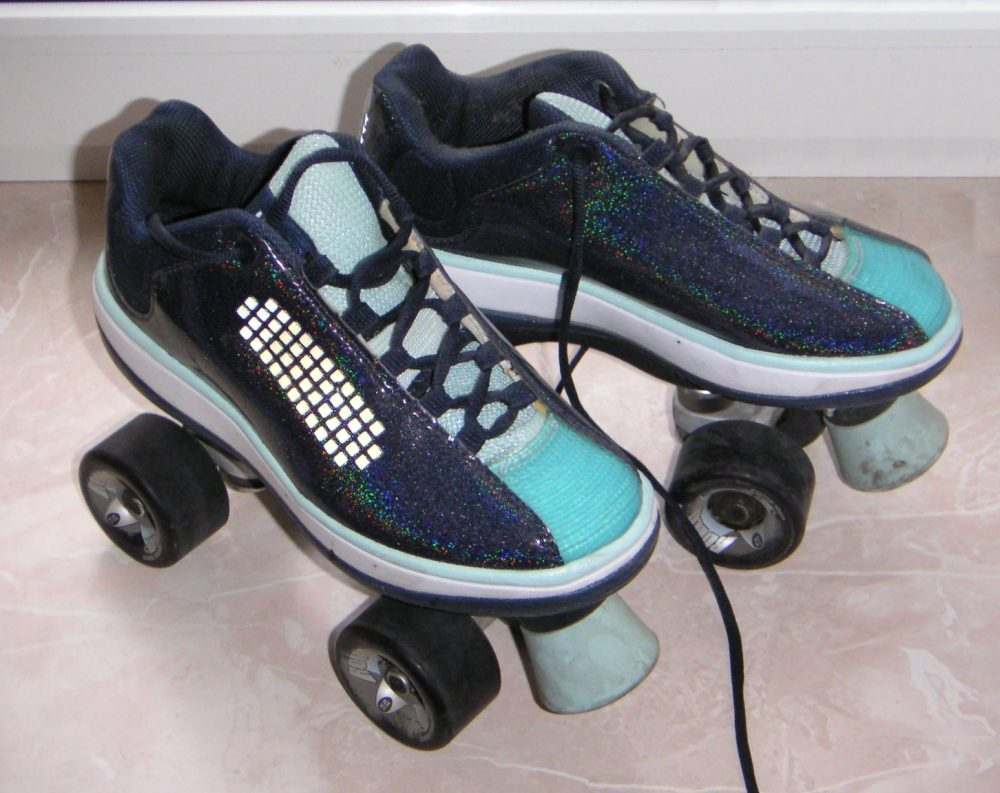
Rullskridskor med parvis monterade hjul.

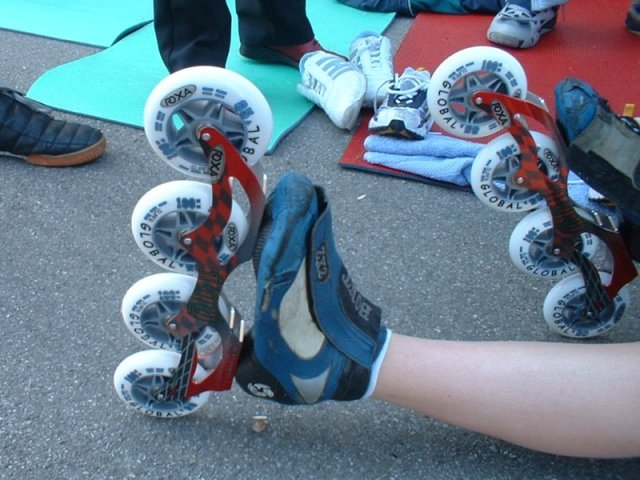
Inlinesrullskridskor med stora hjul för hög hastighet.

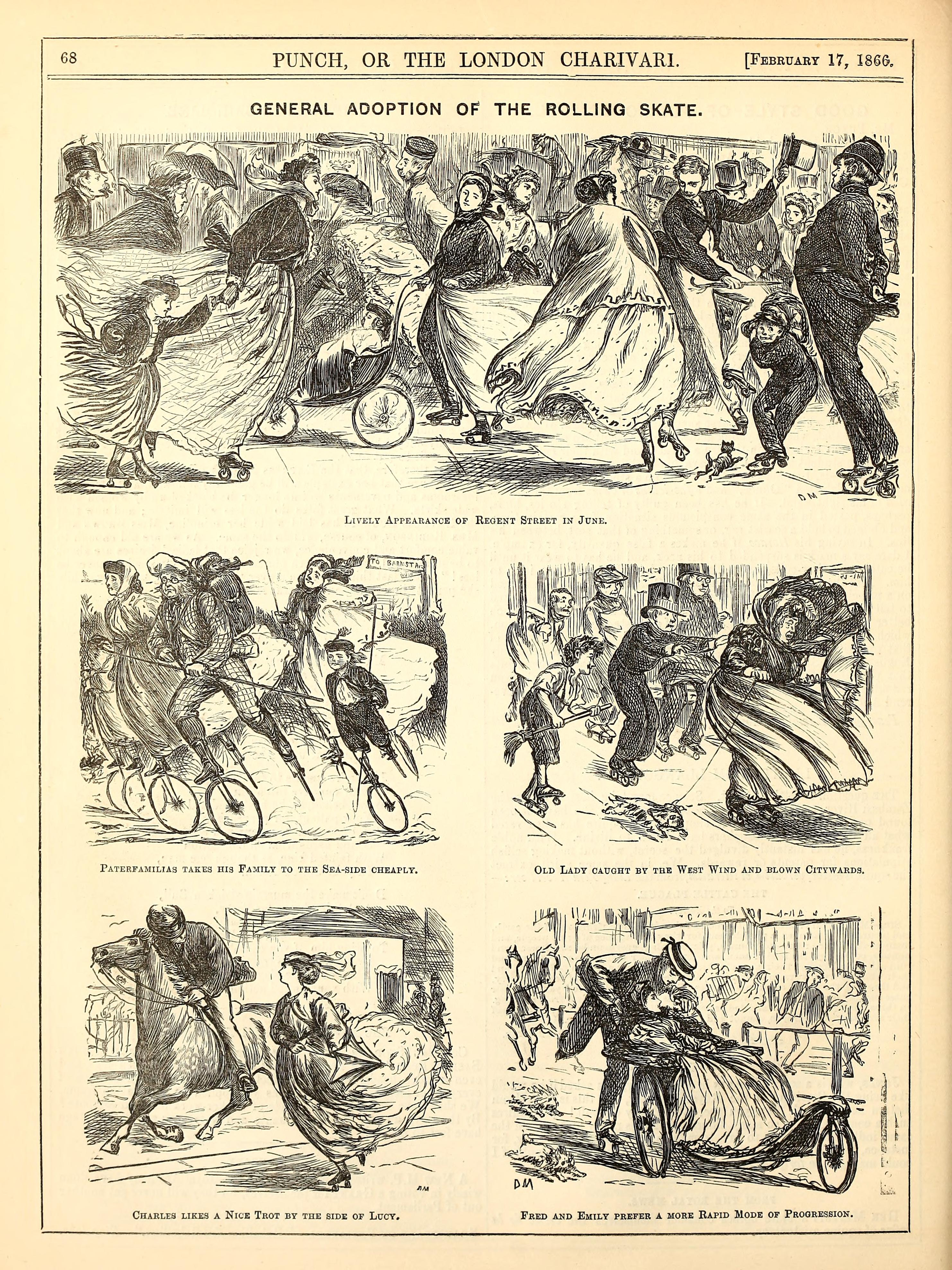
Karikatyr av rullskridskons allmänna användning i Punch 1866.

Rullskridskon har utvecklats ur den vanliga skridskon genom att stålskenan har ersatts med hjul för att man ska kunna åka på andra underlag än is. Från 1960-talet hade rullskridskor i regel hjulen parvis bredvid varandra under sulan. Hjulparen är konstruerade så att de svänger när skridskon lutas, jämför med skateboard. Framför det främre hjulparet sitter en bromskloss. Bromsklossen kan även användas att ta fart med, särskilt för den som är van vid konståkningsskridskor med taggar på skenorna. Rullskridskor finns både som hela skor med hjul och som lösa plattor med hjul som man spänner fast under vanliga skor. På 1980-talet utvecklades i USA en typ av rullskridskor där hjulen är placerade på rad istället för parvis, så kallade inlines, så att åktekniken mer efterliknar den vanliga skridskons. 
I början på 2000-talet lanserades rullskor som ser ut som vanliga gymnastikskor men som har ett eller två hjul infällda i sulan.      
Äldre svenska synonymer är skridhjul (1886) och rullsko (1911). Ett mellanting mellan rullskridsko och cykel var takypoden (1909).